# Oskar Boettger
Oskar Boettger (Duits: Böttger; Frankfurt am Main, 31 maart 1844 - Frankfurt, 25 september 1910) was een Duitse zoöloog.
Hij behaalde een doctoraat aan de universiteit van Würzburg in 1869 met een proefschrift over paleontologie. Hij werd dan een paleontoloog aan het Naturmuseum Senckenberg in Frankfurt, waar hij in 1875 de conservator van de afdeling herpetologie werd. Hij bouwde deze collectie uit tot een van de beste in Europa.
Boettger leed lange tijd aan agorafobie en verliet zelden zijn huis. Zijn assistenten brachten dan specimina naar hem voor zijn onderzoek.

## Taxa(selectie)
- Ebenaus bladstaartgekko (Uroplatus ebenaui)
- goudstofdaggekko (Phelsuma laticauda)
- mediterrane boomkikker (Hyla meridionalis)
- Hyalinobatrachium fleischmanni, een kikker uit Zuid- en Midden-Amerika
- Uroplatus sikorae, een bladstaartgekko uit Madagaskar
- Cophixalus, een kikkergeslacht uit de Molukken, Nieuw-Guinea en Australië
- Pararhadinaea melanogaster, een slang uit Madagaskar
- Pseuderemias, een hagedissengeslacht uit Afrika

Naast herpetologie bestudeerde Boettger ook weekdieren en kevers. Hij beschreef als eerste de slakkengeslachten Lampedusa en Megalophaedusa (1877).

## Hommage
Verschillende soorten of ondersoorten van reptielen en amfibieën zijn naar hem genoemd. De bioloog George Albert Boulenger deed dat meermaals:
- Anolis boettgeri, in 1911 beschreven door Boulenger;
- Xenophrys boettgeri, een kikkersoort uit Azië;
- Boettgers kameleon (Calumma boettgeri);
- Cacosternum boettgeri, een kikkersoort uit Afrika.

Franz Steindachner benoemde de gekkosoort Tarentola boettgeri.
Boettgers dwergklauwkikker (Hymenochirus boettgeri) werd benoemd door Gustav Tornier.